# Džjangsu
Džjangsu je obalna provinca v vzhodni Kitajski. Je ena vodilnih provinc na področju financ, izobraževanja, tehnologije in turizma, s prestolnico v Nankingu. Džjangsu je tretja najmanjša, a peta najbolj naseljena, s 84,75 milijona prebivalcev, in najgosteje poseljena od 22 provinc Ljudske republike Kitajske. Ima najvišji BDP na prebivalca in drugi najvišji BDP kitajskih provinc, takoj za Guangdongom.[6] Džjangsu meji na Šandong na severu, Anhui na zahodu ter Džedžjang in Šanghaj na jugu. Džjangsu ima obalo, dolgo več kot 1000 kilometrov, vzdolž Rumenega morja, reka Jangce pa teče skozi južni del province.
Že od dinastij Sui in Tang je Džjangsu nacionalno gospodarsko in trgovsko središče, deloma zaradi izgradnje Velikega prekopa. Mesta, kot so Nanking, Sudžov, Vuši, Čangdžov in Šanghaj (ločen od Džjangsuja leta 1927), so vsa glavna kitajska gospodarska središča. Od začetka gospodarskih reform leta 1990 je provinca postala osrednja točka gospodarskega razvoja. Na splošno velja za eno najbolj razvitih kitajskih provinc, merjeno z indeksom človekovega razvoja (HDI). Njen nominalni BDP na prebivalca je leta 2021 dosegel 137.300 kitajskih jenov (21.287 ameriških dolarjev) in postal prva provinca na Kitajskem, ki je dosegla mejo 20.000 dolarjev.
Džjangsu je dom številnih vodilnih svetovnih izvoznikov elektronske opreme, kemikalij in tekstila. Od leta 2006 je tudi največji kitajski prejemnik neposrednih tujih naložb. Leta 2022 je njen BDP znašal več kot 12,29 bilijona kitajskih jenov (nominalno 1,83 bilijona ameriških dolarjev), kar je šesti najvišji BDP med vsemi upravnimi enotami. Če bi bila država, bi bila leta 2022 dvanajsto največje gospodarstvo in 19. najbolj naseljeno.
Džjangsu je tudi ena vodilnih provinc na področju raziskav in izobraževanja na Kitajskem. Leta 2022 je v Džjangsuju 168 visokošolskih ustanov, kar ga uvršča na prvo mesto med vsemi kitajskimi provincami. Džjangsu ima veliko visoko uvrščenih izobraževalnih ustanov, od tega je 16 univerz uvrščenih na lestvico Double First-Class Construction, kar je drugo mesto za Pekingom. Leta 2023 so se štiri večja mesta v Džjangsuju uvrstila med 200 najboljših mest na svetu (Nanking 6., Sudžov 40., Džendžjang 166. in Vuši 188.) po obsegu znanstvenih raziskav, kot jih spremlja Nature Index.